# Muntanyes de Geghama

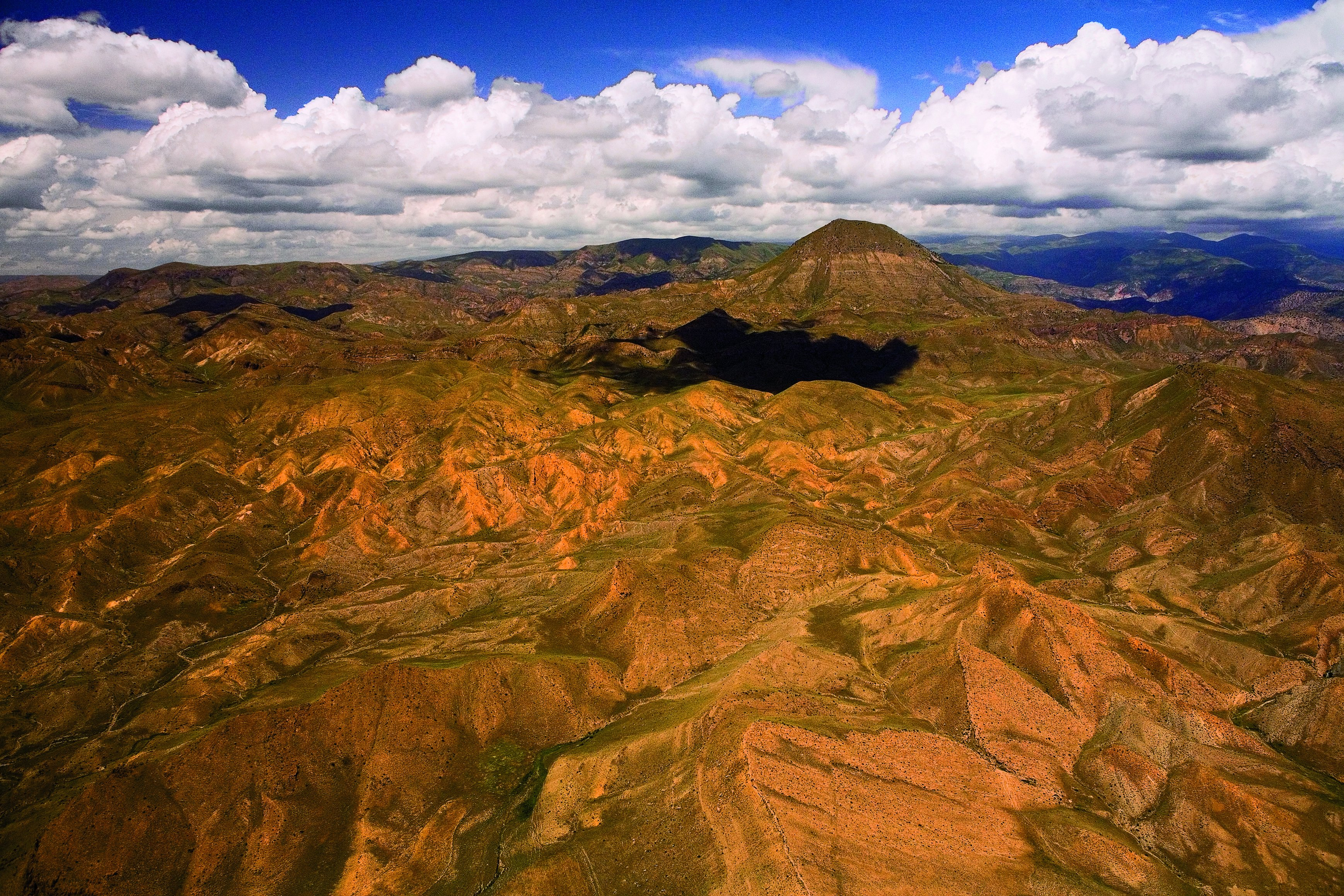

Les Muntanyes de Geghama (or Cresta Ghegam (amb diverses transcripcions com ara Gegam, Ghegam, Gegham, Ghegham, ISO 9985: Geġam)), armeni: Գեղամա լեռնաշղթա (Gyeghama lyernashxt'a) són unes muntanyes a Armènia. Consisteix d'una conca plana del Llac Sevan a l'est, l'afluència dels rius Araxes i Hrazdan al nord i a l'oest, dels rius Azat i Vedi al sud-oest i el riu Arpachai al sud. L'alçada mitajana de les muntanyes Geghama és de 2.500m. És d'origen vulcànic i inclou molt volcans extints. La serralada té 70 km de longitud i 48 km d'amplada, i va des del Llac Sevan fins a la Plana de l'Ararat. El cim més alta de les muntanyes Geghama és l'Azdahak, amb 3597m. Està format per un camp volcànic, i conté doms de lava i cons d'escòria del Plistocè i Holocè.
Al seu punt més alt, el volcà Azdahak, hi ha un llac que es forma pel desgel.
La fauna d'ocells inclou uns 250 espècies, representant un 70% de l'avifauna armènia.
Els contraforts del sud-est de les muntanyes Geghama van a través del llegendari bosc Khorov a la conca del riu Khorov.

## Inscripcions a les roques
S'han trobat un gran nombre de petròglifs a l'àrea de les muntanyes Geghama. La major part de les imatges inclouen escenes d'homes caçant i lluitant, i cossos i fenòmens astronòmics: el sol, la lluna, constel·lacions, el cel nocturn, llampecs, etc.(xinès)